# メロン記念日 〜'03クリスマススペシャル 超渋メロン〜
「メロン記念日 〜'03クリスマススペシャル 超渋メロン〜」（メロンきねんび - '03クリスマススペシャル ちょうしぶメロン）は、メロン記念日のライブビデオ。

## 解説
2003年12月13日 - 12月14日に東京・渋谷公会堂で行われた単独コンサートの模様を収録。メロン記念日にとってはこれが初の渋公公演であった。
この時、メンバーの斉藤瞳は腰痛が悪化したため、出演中止のピンチに陥っていたが、東京都北区にある「桐ヶ丘整骨院」の総院長である秋山融の手助けを受け、何とか出演出来たという逸話が残っている。

## 収録曲
1. OPENING：メロン記念日のテーマ（マーチVer.）
2. ガールズパワー・愛するパワー
3. ANNIVERSARY
4. MC①
5. かわいい彼
6. 眠らない夜
7. MC②
8. Wa!かっちょEなッ!
9. 告白記念日
10. 夏の夜はデインジャー!
11. 夏
12. 映像コーナー①（ケーキを作ろう!）
13. かわいい彼
14. JINGLE BELLS
15. きよしこの夜
16. MI DA RA 摩天楼
17. BE HAPPY 恋のやじろべえ
タンポポのカバー曲。
18. BE ALL RIGHT!
11WATERのカバー曲。
19. MC③
20. チャンス of LOVE
21. 二人のパラダイス
22. 映像コーナー②（4人のおでかけ準備SHORT STORY）
23. 香水
24. 遠慮はなしよ!
25. さぁ！ 恋人になろう
26. This is 運命
27. 赤いフリージア
28. MC④
29. ENDLESS YOUTH（クリスマスVer.）